# 亂中日記
《亂中日記》是朝鮮王朝將領李舜臣從1592年1月1日至1598年11月17日期間的日記，記載了壬辰倭亂期間的事情。整部史料共9卷，其中日記7冊、書柬帖1冊、壬辰狀草1冊。
1962年12月20日，亂中日記以「李忠武公亂中日記附書簡帖壬辰狀草」（：／）的名字，被韓國政府列為國寶第76號。2013年6月18日，被列為世界紀錄遺產。